# Davekjaure
Davekjaure är en sjö i Arjeplogs kommun i Lappland och ingår i Piteälvens huvudavrinningsområde. Sjön har en area på 0,395 kvadratkilometer och ligger 432,9 meter över havet.

## Delavrinningsområde
Davekjaure ingår i det delavrinningsområde (737086-161895) som SMHI kallar för Utloppet av Vuolvojaure. Medelhöjden är 496 meter över havet och ytan är 92,95 kvadratkilometer. Räknas de 250 avrinningsområdena uppströms in blir den ackumulerade arean 3 970,56 kvadratkilometer. Avrinningsområdets utflöde Piteälven mynnar i havet. Avrinningsområdet består mestadels av skog (63 procent). Avrinningsområdet har 29,91 kvadratkilometer vattenytor vilket ger det en sjöprocent på 32,2 procent.